# ويني الدبدوب: أروع المغامرات
ويني الدبدوب: اروع المغامرات (أو ما يعرف بالمغامرة الكبيرة لبو: البحث عن كريستوفر روبين)هو فيلم رسوم متحركة انتج عام 1997 للمخرج كارل جيرس. الفيلم يحكي قصة ويني الدبدوب واصدقائة في عملية بحثهم وانقاذهم لصديقهم كريستوفر روبين من الجمجمة. خلال عملية البحث، تواجه المجموعة سلسلة من التحديات والاخطار التي تدفع أعضاء المجموعة إلى تحدي انفسهم واكتشاف أفضل ما لديهم من قدرات. على عكس الافلام السابقة، تعتبر قصة هذا الفلم قصة أصلية، أي انها لم تعتمد على أي نصوص من قصص الن اليكساندر ميلين.
تلقى هذا الفيلم مراجعات متباينة، يرجع ذلك إلى طبيعة الصور والألوان الداكنة، التي بدورها كانت نتيجة لصدور الفلم كفيلم موزع مباشرة إلى الفيديو. على الرغم من ذلك، يعد الفلم الأول لويني الدبدوب الذي يملك نسخته الخاصة.

## اغاني الفلم
- إلى ابد الابدين، اداء جيم كامينغز وفرانكي جالاسو.
- المغامرة شيء رائع، اداء اندرية ستوجيكا.
- إذا كانت كذلك، اداء كين سانسوم.
- اينما كنت، اداء جيم كمينجز.
- كل شيء على مايرام، اداء جيم كمينجز، دايلان واتسون، كين سانسوم، ستيف شاتزبيرق، اندرية ستوجيكا وفرانكي جالاسو.
- اينما كنت (شارة النهاية), اداء باري وفينج وفوندا شيبراد.

## وصلات خارجية
- ويني الدبدوب: أروع المغامرات على موقع IMDb (الإنجليزية)
- ويني الدبدوب: أروع المغامرات على موقع روتن توميتوز (الإنجليزية)
- ويني الدبدوب: أروع المغامرات على موقع نتفليكس (الإنجليزية)
- ويني الدبدوب: أروع المغامرات على موقع ألو سيني (الفرنسية)
- ويني الدبدوب: أروع المغامرات على موقع Turner Classic Movies (الإنجليزية)
- ويني الدبدوب: أروع المغامرات على موقع أول موفي (الإنجليزية)
- ويني الدبدوب: أروع المغامرات على موقع فيلمافينيتي (الإسبانية)
- ويني الدبدوب: أروع المغامرات على موقع قاعدة بيانات الأفلام السويدية (السويدية)
- ويني الدبدوب: أروع المغامرات على موقع قاعدة بيانات الفيلم (الإنجليزية)
- ويني الدبدوب: أروع المغامرات على موقع ليتربوكسد (الإنجليزية)

1. 1 2 3  وصلة مرجع: http://stopklatka.pl/film/niezwykla-przygoda-kubusia-puchatka. الوصول: 28 أبريل 2016.
2. ↑  "معلومات عن ويني الدبدوب: أروع المغامرات على موقع themoviedb.org". themoviedb.org. مؤرشف من الأصل في 2014-09-12.
3. ↑  "معلومات عن ويني الدبدوب: أروع المغامرات على موقع allmovie.com". allmovie.com. مؤرشف من الأصل في 2019-12-16.
4. ↑  "معلومات عن ويني الدبدوب: أروع المغامرات على موقع synchronkartei.de". synchronkartei.de. مؤرشف من الأصل في 2019-12-16.